# Tonhallekrawall

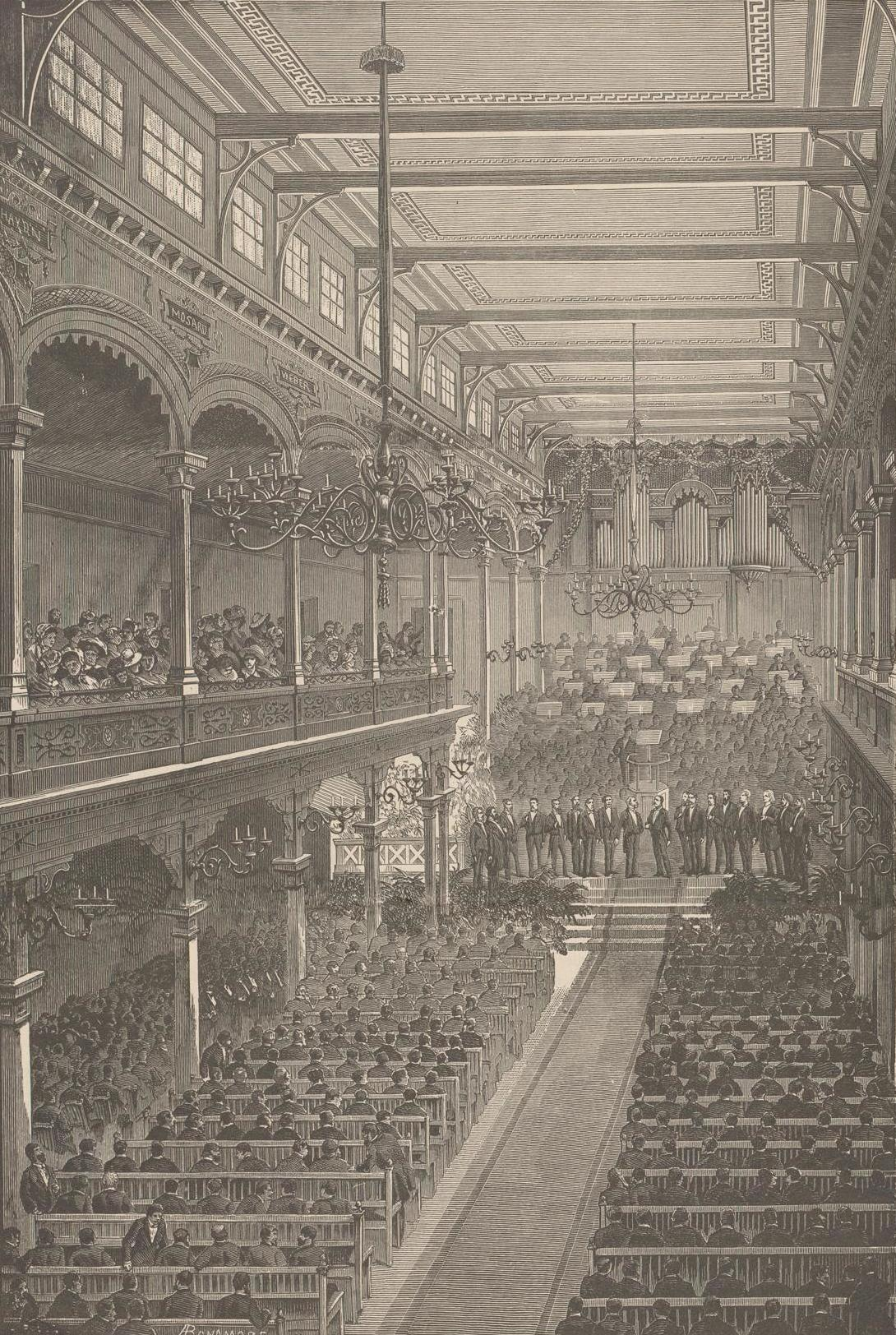
Der Saal der alten Tonhalle bei der Eröffnung der Schweizerischen Landesausstellung 1883

Beim Tonhallekrawall handelt es sich um Unruhen in Zürich im Jahr 1871.
Nach deutschen Kriegserfolgen und dem absehbaren Ende des Deutsch-Französischen Krieges sowie der Reichsgründung regten die in Zürich wohnenden Deutschen Gottfried Semper, Adolf Gusserow, Adolf Exner und Otto Wesendonck im Tagblatt der Stadt Zürich vom 31. Januar an, „die staatliche Neugestaltung Deutschlands durch einen Abendkommers zu feiern“. Die Feier fand am 9. März in der alten Tonhalle am Ort des heutigen Sechseläutenplatzes statt.
Nach dem Vertrag von Les Verrières in der Schweiz internierte französische Offiziere der Bourbaki-Armee, die im besagten Krieg unterlegen war, drangen in den Saal ein und zettelten eine Schlägerei an. Deutschlandkritische Schweizer demonstrierten vor der Tonhalle und warfen Steine. Der Polizei gelang es nur mit Mühe, den Platz vor der Tonhalle zu räumen und mehrere Rädelsführer zu verhaften. Als mehrere hundert Personen versuchten, die Gefangenen zu befreien, bot die Zürcher Regierungsrat in der Stadt stationierte kantonale Truppen auf. Dabei traf ein Warnschuss einen unbeteiligten Deutschen tödlich. Als am 11. März das Gefängnis gestürmt wurde, starben vier weitere Personen durch Schüsse.
Der Regierungsrat bat daraufhin um Bundeshilfe. Vier Bataillone der Schweizer Armee kamen am 12. März nach Zürich. Als Bundeskommissär wurde der Glarner Nationalrat Joachim Heer eingesetzt. Nach dem Eintreffen der eidgenössischen Truppen war es ruhig geblieben, woraufhin die letzten Truppen am 19. März wieder abzogen. Die Kosten der Bundesintervention wurden dem Kanton Zürich auferlegt. Zur Untersuchung des Vorfalls wurde Hans Weber vom Bundesrat zum ausserordentlichen Bundesanwalt ernannt.